# 무상상

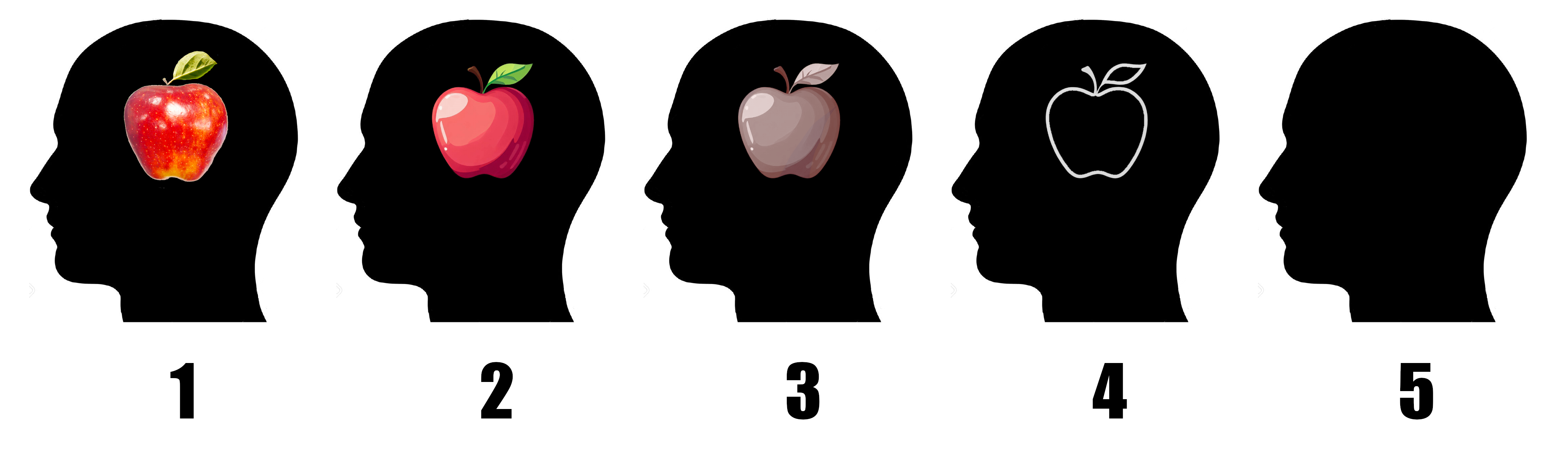

무상상 (無想像, Aphantasia)은 심상을 자발적으로 시각화할 수 없는 정신 상태이다. 이 증상은 1880년에 프랜시스 골턴에 의해 처음으로 기술되었지만, 이후 현재에 이르기까지 거의 연구되지 않았다. 엑서터 대학교의 아담 제만 교수가 지도하는 연구팀이 연구 결과를 발표하고, "무상상"으로 명명한 뒤에야 관심을 받게 되었다. 이 상태에 관한 연구는 아직 미흡하다.
무상상을 가진 많은 사람들은 소리, 냄새 또는 촉각도 기억할 수 없다고 말한다. 일부는 안면실인도 보고한다.

## 역사
이 현상은 1880년에 프랜시스 골턴이 한 심상에 관한 통계적 연구에서 처음으로 기술되었다. 골턴은 그의 또래 사이에서 일반적인 현상으로 그것을 설명했다. 그러나 그것은 대부분이 미조사 상태이며, 2005년에 엑서터 대학의 아담 제만 교수가 가벼운 수술의 부작용으로 시각화 능력을 잃은 것으로 보이는 인물에 닿을 때까지 거의 연구되지 않았다. 2010년에 그 인물의 사례가 보고되면 제만은 생애 시각화 할 수 없었다고 호소하는 많은 사람들의 접근을 받았다. 2015년, 제만의 연구팀은 이 상태를 "선천성 무상상"으로 명명한 논문을 발표했다. 현재는 단순히 "무상상"의 이름으로 알려져 있으며, 새로운 관심을 불러 일으키고 있다. 이 주제에 관한 연구는 아직 적지만, 추가 연구가 예정되어 있다.
2016년 4월 파이어폭스의 공동 제작자인 블레이크 로스는, 자신의 무상상과 "모든 사람이 그것을 경험하지는 않는다"는 사실을 설명하는 에세이를 발표했다. 이 에세이는 소셜 미디어와 다양한 뉴스 매체에서 널리 보급되었다.
2018년 5월 제만과 공동으로, 무상상으로 삶을 탐험하는 사람들의 커뮤니티를 만들고 그 영향에 대해 더 많은 것을 배우기 위한 이야기와 전략을 공유하기 위해 무상상 넷워크가 시작되었다.